# Badehotellet
Badehotellet é uma série de televisão dinamarquesa criada por Stig Thorsboe e Hanna Lundblad. A série foi inspirada no sucesso de Downton Abbey.
As filmagens ocorreram principalmente em estúdios em Alberton na área metropolitana de Zelândia. No entanto, algumas cenas foram gravadas no Mar do Norte, em Svinkløv, Slettestrand e Grønnestrand, na Jutlândia do Norte. Seis temporadas foram gravadas e cada episódio tem cerca de 50 minutos de duração. A primeira temporada foi transmitida na TV 2 a partir de 30 de dezembro de 2013. O primeiro episódio da 2ª temporada de Badehotellet foi exibido em 12 de janeiro de 2015.  O segundo episódio da terceira temporada (que teve estréia em 28 de dezembro de 2015) bateu o recorde de 1.621.000 visualizações, a maior audiência de uma série de TV desde Strisser på Samsø em 1997. A 6ª temporada foi confirmada para 2019, mas será sem Rosalinde Mynster e Anders Juul. Em Portugal, as primeiras temporadas foram transmitidas pela RTP2 a partir de Maio de 2024.